# Bisdom Bozen-Brixen
Het bisdom Bozen-Brixen (Latijn: Dioecesis Bauzanensis-Brixinensis; Duits: Diözese Bozen-Brixen; Italiaans: Diocesi di Bolzano-Bressanone; Ladinisch: Diozeja de Bulsan-Persenon) is een in Italië gelegen rooms-katholiek bisdom. Het bisdom behoort tot de kerkprovincie Trente en is suffragaan aan het aartsbisdom Trente.

## Geschiedenis

### Bisdom Sabiona-Säben
Het bisdom zou rond 350 zijn opgericht door de heilige Cassianus van Imola. Hij wordt in Brixen vereerd. Het is niet zeker of Cassianus ook daadwerkelijk de eerste bisschop was. Het zou ontstaan zijn als gevolg van de ondergang van het Romeinse Rijk. De bisschopszetel van Augusta Vindelicorum (Augsburg) zou verlegd zijn naar Säben en was vanaf dat moment suffragaan aan het patriarchaat Aquileja. Tussen 572 en 577 was op een bisschoppensynode in Grado was een bisschop van Säben aanwezig. De eerste met naam bekende bisschop van Säben stamt uit 579 en is de heilige Ingenuinus. Onder Karel de Grote werd Säben suffragaan aan het aartsbisdom Salzburg. Het bisdom omvatte destijd ook het Oberinntal, Mittlere Inntal, een groot deel van het Eisacktal en het Pustertal.

### Bisdom Brixen
Op 13 september 901 erfde koning Lodewijk IV het Kind uit de bezittingen van zijn moeder Oda van Hessengouw, het hof Prichsna (Brixen) en nog voor 990 werd de bisschopszetel hiernaartoe verplaatst. De heilige Albuin was van 975 tot 1006 bisschop in Brixen.
Keizer Koenraad II schonk in 1027 de grafelijke rechten in het Eisackdal en het Inndal (Norital, Unterinntal). Keizer Hendrik IV schonk in 1091 het graafschap Pustertal.
Van 1808 tot 1816 omvatte Brixen ook het bisdom Chur, de Vinschgau en delen van Vorarlberg. Paus Pius VII veranderde op 2 mei 1818 met de bul Ex imposito de territoriale grenzen van Tirol en Vorarlberg, waarbij Brizen grote delen van de Vinschgau aan Trente verloor. Op 16 juni 1819 werd in Feldkirch een apostolisch vicariaat voor Vorarlberg opgericht. Op 29 september 1822 verwierf keizer Frans II van Oostenrijk het recht op benoeming van de bisschoppen van Brixen.
Toen Zuid-Tirol na de Eerste Wereldoorlog aan Italië werd toegevoegd, bemoeilijkte dit de bisschoppelijke vertegenwoordiging in de nog tot Oostenrijk behorende delen van het bisdom. De Heilige Stoel wilde echter de grenzen van het bisdom niet aanpassen, waardoor de indruk zou worden gewekt dat men instemde met de deling van Tirol. Daarom werd de vicaris-generaal van Vorarlberg, Sigismund Waitz, op 9 april 1921 benoemd tot apostolisch administrator voor het Oostenrijkse deel van het bisdom.
Op 25 april 1925 werd dit de administratuur Innsbruck-Feldkirch. Omdat Brixen van het aartsbisdom Salzburg afgesneden was, maar door de Heilige Stoel niet als Italiaans bisdom aangemerkt wilde worden, werd het bisdom op dezelfde datum als immediatum onder direct gezag van de Heilige Stoel geplaatst.

### Bisdom Bozen-Brixen
In het tot Trente behorende Duitse deel rond Bozen en Meran leefde al een tijd de wens tot aansluiting bij het bisdom Brixen en op 6 augustus 1964 gebeurde dit met de bul Quo aptius. Dezelfde bul had tot gevolg dat de rechten op het Oostenrijkse gedeelte van het bisdom vervielen en dat de dekenaten Fodom en Ampozo vervielen aan het bisdom Belluno.
Het bisdom kreeg de naam Bozen-Brixen en werd suffragaan aan Trente. De bisschopszetel werd hierbij verplaatst van Brixen naar Bozen. Het domkapittel bleef in Brixen, maar de bisschop verhuisde naar Bozen, waar de Maria Hemelvaartkerk werd verheven tot cokathedraal.
De apostolische administratie Innsbruck-Feldkirch werd tegelijkertijd tot bisdom verheven en suffragaan gesteld aan Salzburg. In 1968 werd dit bisdom gedeeld in het bisdom Feldkirch en het bisdom Innsbruck.

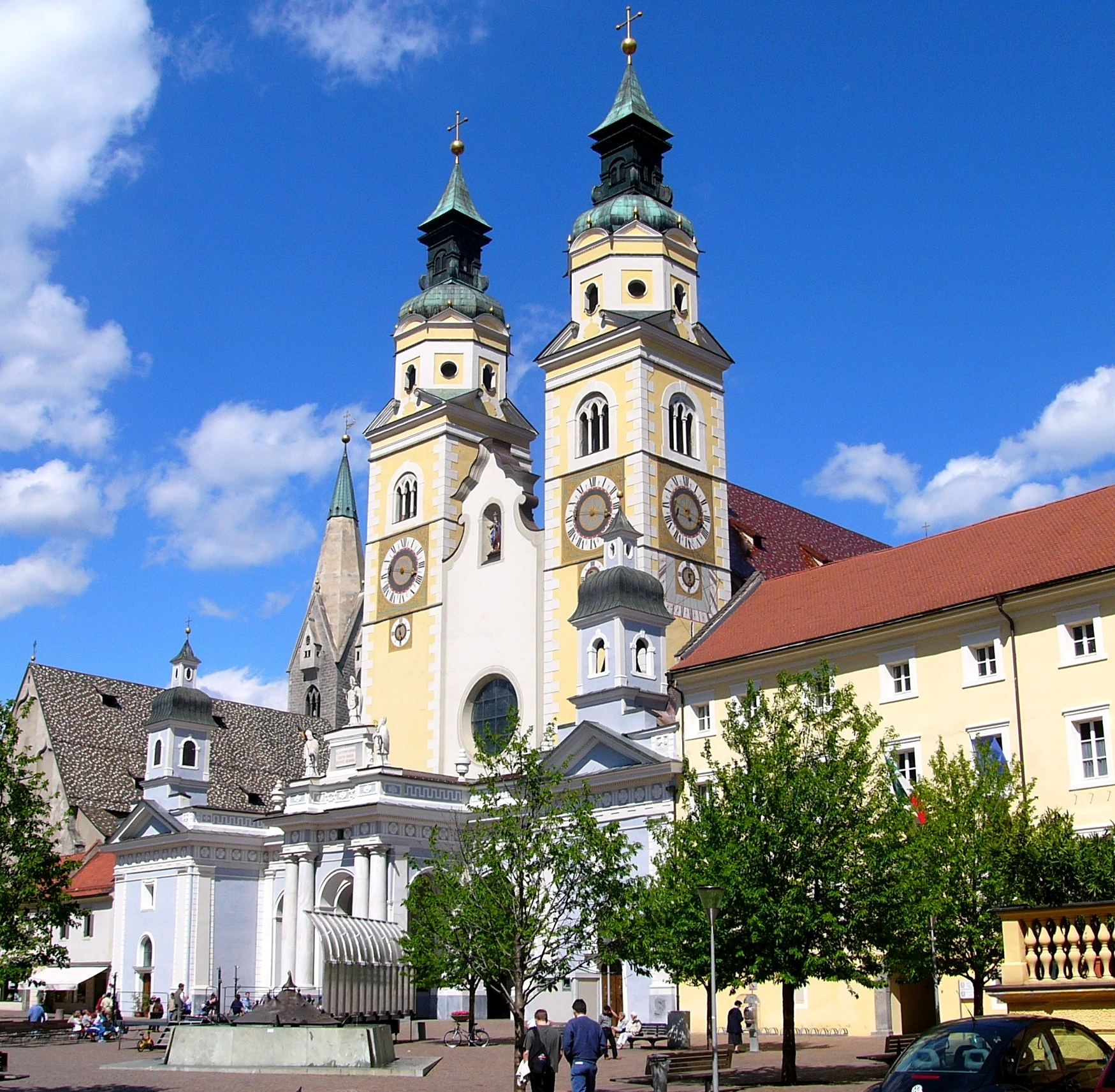
Kathedraal van Brixen
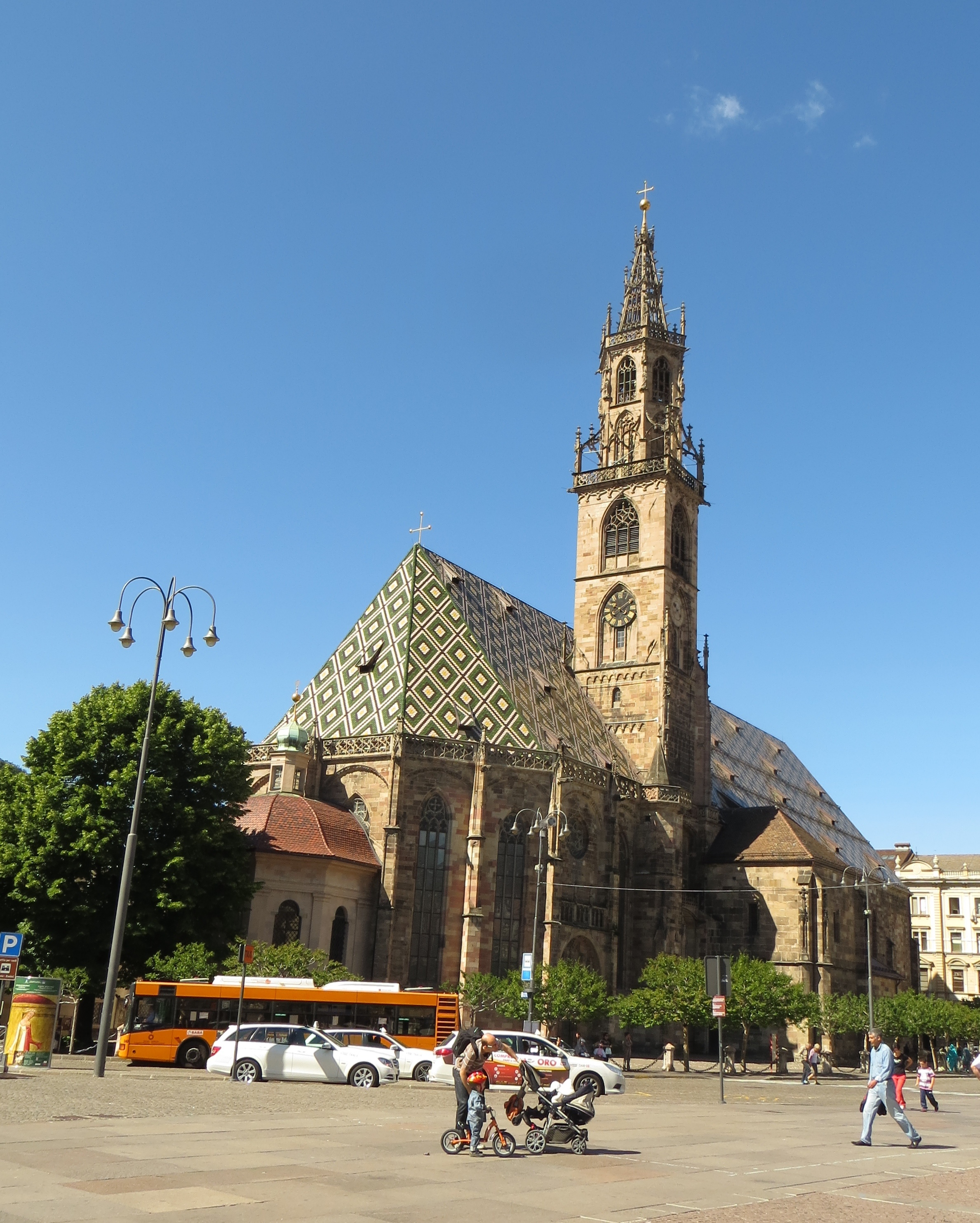
Kathedraal van Bozen
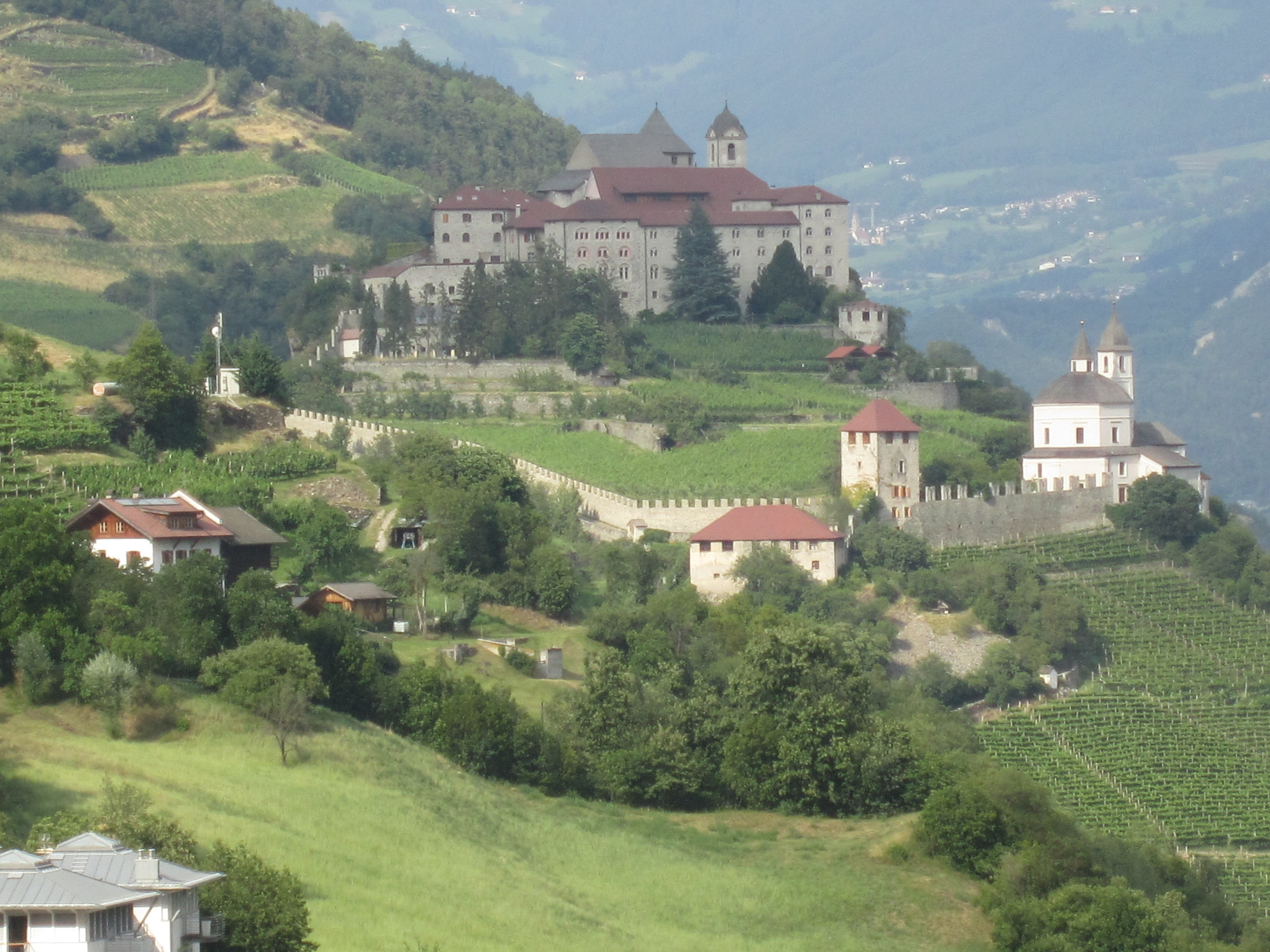
Abdij van Säben